# Barbula coreensis
Barbula coreensis är en bladmossart som beskrevs av K. Saito 1975. Barbula coreensis ingår i släktet neonmossor, och familjen Pottiaceae. Inga underarter finns listade i Catalogue of Life.